# Горный валёк
Горный валёк (лат. Prosopium williamsoni) — вид пресноводных лучепёрых рыб семейства лососёвых. Естественный ареал вида включает водоёмы запада Канады и северо-запада США (до Невады и Юты на юге), также интродуцирован как объект промысла и спортивной рыбалки в озере Мичиган в восточной части Североамериканского континента.

## Систематика
Вид впервые описан Ш.-Ф. Жираром в 1856 году как принадлежащий к роду Coregonus — Сиги. Видовое имя williamsoni дано в честь лейтенанта Р. С. Уильямсона, проводившего топографическую съёмку местности перед строительством Тихоокеанской железной дороги. Классификация изменена после выделения североамериканского рода Prosopium.

## Внешний вид
Средняя длина тела 23,4 см, максимальная зафиксированная полная длина — 70 см. Максимальная зафиксированная масса тела — 2,9 кг.
Тело стройное, вытянутое, почти цилиндрическое в поперечном разделе, но сильнее сплюснутое с боков, чем у обыкновенного валька. Голова короткая, с глазами среднего размера (меньшими в диаметре, чем длина рыла), рыло относительно острое, сплюснутое с боков, между ноздрями лоскут кожи. Рот маленький, сдвинутый вперёд, под рыло. Зубы мелкие, отсутствуют на челюстях, сошнике и нёбных дужках; у взрослых ограничиваются небольшой полоской на языке и на жаберных тычинках, у молоди ещё более мелкие зубы могут также наличествовать на предчелюстной кости. Спинной и анальный плавники без шипов, в спинном плавнике 11—15 мягких лучей, в анальном — 10—13.
Общая окраска серебристая, на спине светло- или тёмно-бурая либо оливковая, живот белый. У чешуй, в особенности на спине, могут быть более тёмноокрашенные края. Спинной плавник как правило тёмный, брюшные и грудные плавники у взрослых особей имеют янтарный оттенок.

## Образ жизни
Пресноводная бентопелагическая рыба, обитающая на глубине от 5 до 20 м (в основном 5—6 м) при температурах ниже 23 °C. Основная среда обитания — холодные горные озёра и быстрые водные потоки (с чистой или заиленной водой) с большими заводями. Питание придонное, включает различные виды беспозвоночного бентоса: личинки насекомых, брюхоногих и мелких ракообразных (при необходимости в пищу идут мелкие рыбы, икра, включая собственную, и обитающие на водной поверхности насекомые). Представления о том, что горный валёк конкурирует с молодью и взрослыми особями гольцов, признаны ошибочными: рационы этих групп существенно различаются, а американский голец даже поедает мальков горного валька.
Период нереста — с поздней осени до ранней зимы (октябрь—декабрь). Речные популяции нерестятся на стремнинах на гравии и обломочных россыпях, озёрные популяции на нерест перемещаются в притоки или ищут мелководья с гравийным дном. Гнезда не строит, икра крепится к донному субстрату.

## Ареал и охранный статус
Горный валёк распространён на западе Северной Америки (запад Канады и северо-запад США) на широтах 39°—62° с. ш. Естественный ареал включает бассейны Тихого океана, Гудзонова залива и верхнего течения Миссури; южная граница ареала проходит по бассейнам рек Траки в Неваде и Севир в Юте.
Как объект спортивной рыбалки интродуцирован в Колорадо, как объект промысла и спортивной рыбалки — в озере Мичиган. Интродукция в озере Мичиган проводилась в 1920 году и считается неудачной. Вне зависимости от этого, вид представлен многочисленными субпопуляциями в разных регионах, общая численность неизвестна, но оценивается как высокая и, по-видимому, не меняется или медленно снижается. Международный союз охраны природы присвоил горному вальку статус вида, вызывающего наименьшие опасения.